# Магомедов, Мирзагаджи Магомедамирович
Мирзагаджи Магомедамирович Магомедов (1978, с Нижний Дженгутай, Буйнакский район, Дагестанская АССР, РСФСР, СССР) — российский тайбоксер и кикбоксер, представитель средней весовой категории. Заслуженный мастер спорта России по тайскому боксу. Мастер спорта России международного класса по кикбоксингу. Четырёхкратный чемпион мира по тайскому боксу.

## Карьера
После окончания школы в селе Раздолье перебрался в Махачкалу. Сначала занимался боксом, позже перешёл в тайский бокс в школу «Скорпион», выступал под наставничеством Зайналбека Зайналбекова. В ноябре 2000 года в Москве стал победителем открытого чемпионата Европы по кикбоксингу. В мае 2002 года в Сочи стал обладателем Кубка России среди любителей по тайскому боксу. В июле 2002 года стал обладателем самой престижной награды в тайском боксе — трофея Кубка короля Таиланда, став первым не тайцем, получившим этот Кубок. В ноябре того же 2002 году в португальском городе Калдаш-да-Раинья стал чемпионом Европы по тайскому боксу. В марте 2003 года вышел в финал чемпионата мира по тайскому боксу в Бангкоке.

## Личная жизнь
По национальности — даргинец. Родом из села Акуша. Является двоюродным племянником своего тренера Зайналбека Зайналбекова. Имеет два высших образования: ветеринара и юриста.

## Достижения
- Чемпионат России по тайскому боксу по версии IFMA 1999 — ;
- Чемпионат России по тайскому боксу по версии IFMA 2002 — ;
- Чемпионат России по тайскому боксу по версии IFMA 2004 — ;
- Чемпионат России по тай-кикбокингу (К-1) WAKO 1999 — ;
- Чемпионат России по тай-кикбокингу (К-1) WAKO 2003 — ;
- Чемпионат мира по тайскому боксу по версии IFMA — ;
- Двукратный серебряный призёр чемпионата мира по тайскому боксу по версии IFMA
- Чемпионат мира по тай-кикбокингу (К-1) WAKO 2003 — ;
- Чемпионат Европы по тайскому боксу по версии IFMA 2002 — ;
- Чемпионат Европы по тайскому боксу по версии IFMA 2004 — ;
- Чемпионат Европы по тай-кикбокингу (К-1) WAKO 2000 — ;
- Кубка России по тайскому боксу среди любителей — ;
- Кубка короля Таиланда по тайскому боксу 2002 — .